# 太吾绘卷：天幕心帷
《太吾绘卷：天幕心帷》是一款由中华人民共和国螺舟工作室开发的以神话和武侠为题材的独立角色扮演游戏。2018年9月通过Steam发布抢先体验版《太吾绘卷》，正式版預計2026年第一季發售。

## 简介
《太吾绘卷》是一款以神话和武侠为题材的独立游戏。玩家将扮演“太吾氏传人”，在以古代中国为背景的架空世界中，通过一代又一代传人的努力和牺牲，最终击败强大的宿敌，决定人世的命运。
游戏采取了类似沙盒游戏的开放世界系统。玩家创建的每一个“太吾世界”，都将是独一无二的随机地图，以及完全随机生成的NPC和敌人，玩家可从15个门派和几乎所有NPC人物中学习武艺和技能。另外，该游戏的NPC之间也有着复杂的关系，玩家可以与他们结成各种各样的关系，甚至直接决定NPC的生死。除传统RPG玩法外，《太吾绘卷》还融合了许多不同的玩法，如Roguelike、斗蟋蟀以及建造、经营、管理等。

## 开发
主创“茄子”在2013年，通过发布自己使用RPG制作大师开发了5年的游戏《末日文书》，结识了后来成为共同开发者的“暴龙”、“木桶”和“会长”。2015年，后来构成“螺舟工作室”的成员讨论中，萌生了打造一个更加商业一些的游戏开发念头。受到武侠和经营类游戏的影响，而希望构建一个高自由度的“江湖”游戏，即具有沙盒游戏特色的中国武侠类游戏。
团队名字来自《拾遗记》：位于天外的宛渠之民曾搭乘螺舟造访秦始皇，向他描述恢宏壮丽的神仙世界。工作室其中5位主要成员，只有2位具有游戏行业从业经验，且分散各地；整体经验欠缺，但有自己独特的游戏构成理念。
团队的开发使用了CAD软件进行策划图绘制，主要来源于主创茄子的建筑设计从业经验。由于遇到了程序员出走，茄子自学编程，进行游戏主体开发活动；美术部分主要由木桶负责，而音乐由暴龙进行开发。以此状态进行了约三年开发，在2018年，于Steam平台进入搶先體驗状态。

## 发行
《太吾绘卷》在2018年9月21日，于Steam平台进入了Early Access的抢先体验环节，即游戏即便还处于开发阶段，也可以在Steam平台上进行销售，让感兴趣的玩家体验“未完成”作品的一种模式。
2021年7月间，在官方发布的封闭开发进度的介绍中，称“完整版的发布时间越来越近了”，被理解为游戏即将结束EA并进行正式发布，但因为无法实现，而引出官方出面进行致歉解释。
2022年4月，Steam社区相关页面宣告，《太吾绘卷》正式版定档9月21日发布。在2022年9月9日，太吾绘卷进行了功能测试。
2022年9月21日即正式版定档日，《太吾绘卷》如期更新，尽管大部分玩家和媒体将其称为正式版，但官方在各类平台均使用“新版本”一词，游戏Steam页面也显示《太吾绘卷》仍处于抢先体验状态，官方称“新的《太吾绘卷》将在修复完大部分BUG达到稳定版本后才结束抢先体验”并会上调售价。新版本更新后，玩家反馈游戏中存在大量BUG、缺乏游戏引导、游戏UI设计不完善等问题，针对这些问题，官方持续更新了多个版本修复BUG并在Bilibili发布了官方的游戏视频教程。
2025年8月11日，螺舟工作室表示遊戲正式版《太吾绘卷：天幕心帷》將在2026年第一季推出。
| 公布时间   | 销量    | 备注              |
| ---------- | ------- | ----------------- |
| 2018-09-28 | 30万份  | 首周销量          |
| 2018-10-02 | 50万份  |                   |
| 2018-10-26 | 80万份  | 登陆Steam首月销量 |
| 2018-12-25 | 100万份 |                   |

## 评价与迴响
《太吾绘卷》发行当周即进入Steam热销游戏榜前十名，之后更一度登上热销榜首位。截至2018年9月27日，该游戏在Steam平台获得了“特别好评”的评价，约有89%的玩家给出了好评。在Early Access发行约一周后的2018年9月29日，该游戏在Steam上的同时在线人数排名第六，跻身于《絕地求生》、《怪物猎人 世界》、《戰甲神兵》等联机共斗类游戏之间。截至2018年10月3日，官方宣布游戏销量已超过50万份。
作为一款玩法相对硬核的核心向作品，该游戏的爆红也引起了广泛关注。中国大陆问答网站知乎上相关提问的浏览量至2018年10月1日已达400万。。回答中不乏对“草台班子”开发和不规范程序代码的调侃式吐槽，如以“CAD画流程图”“绿皮代码”等。除了华语区的爆红，单一语言的太吾热销也引起了跨语言关注，英文媒体如PCGamesN与日文媒体Gamespark等皆进行了报道。
2018年9月，因中国大陆监管机构已冻结网络游戏版号和备案的审批（其中通过网络发行的游戏亦被监管机构划分为网络游戏），以至已有近半年未有新批准版号，不少人对游戏产业持相对悲观的看法；该作以独立游戏身份为之打入一剂强心针。大陆游戏媒体除了对游戏给出正面评价外，也积极地采访了开发团队。